# 逢いたい (ゆずの曲)
「逢いたい」（あいたい）は、ゆずの楽曲で、通算27枚目のシングル。2009年4月22日に発売。発売元はセーニャ・アンド・カンパニー。

## 概要
ゆずにとって2009年最初のシングルで、2曲ともにタイアップがついている。
初動・累計売上ともに前作「シシカバブー」を上回った。

## 収録曲
1. 逢いたい (5:00)
作詞・作曲：北川悠仁 / Produced by 蔦谷好位置 & ゆず / ストリングスアレンジ：弦一徹
ドラマ『ゴーストフレンズ』（NHK）主題歌。
前作「シシカバブー」に引き続いてドラマ主題歌で、NHKタイアップはアテネオリンピック放送テーマソングとなった「栄光の架橋」以来約4年半ぶりとなる。2008年に亡くなった北川の父への想いを唄った曲である。2012年1月22日に行われたサッカーの松田直樹選手のメモリアルゲームでこの曲を歌唱した。
ノートを3、4冊使って作詞が行われたが、歌詞を書いている北川の姿が死にそうだったのでそのノートは周りから「デスノート」と呼ばれた。
この曲で5年ぶりに『NHK紅白歌合戦』に出場した。
2. みらい (6:16)
作詞・作曲：ゆず / Produced by 武部聡志 & ゆず / ストリングスアレンジ：武部聡志
横浜開港150周年イメージソング。
43rdシングル「終わらない歌」に弾き語りでのセルフカバーが収録されている。

## 収録作品
- 逢いたい
  - FURUSATO 
  - YUZU YOU[2006〜2011]
  - YUZU 20th Anniversary ALL TIME BEST ALBUM ゆずイロハ 1997-2017
- みらい
  - FURUSATO
- みらい〜弾き語りVer.〜
  - 終わらない歌

## テレビ出演
- ミュージックステーション（テレビ朝日、2009年4月24日）
- SMAP×SMAP（フジテレビ、2009年4月20日）
- 第60回NHK紅白歌合戦（NHK総合、2009年12月31日）